# منتخب التشيك الأولمبي لكرة القدم
منتخب التشيك الأولمبي لكرة القدم  هو ممثل التشيك الرسمي في المنافسات الدولية في كرة القدم في الألعاب الأولمبية  .